# 戀愛心曲
是一部2007年英國與美國合拍的點唱機音樂浪漫電影，由茱莉·泰摩執導，內容以英國搖滾樂樂隊披頭四的歌曲為中心。主演是占·史杜哲斯、伊雯·瑞秋·伍德、喬·安德森、T.V. Carpio，並大膽起用了達納·弗克斯和馬丁·路德·麥考伊兩位新晉演員。
本片的評價褒貶不一，榮獲第80屆奧斯卡金像獎提名。

## 剧情
1960年代，利物浦的造船厂工人朱德·费尼前往美国寻找自己的亲生父亲。他的父亲在第二次世界大战期间服役于美军，父子两人从未相见。他向女友茉莉承诺，离开后会保持联系。
与此同时，在新泽西州，露西·卡里根担心男友丹尼尔即将奔赴越南战场。在俄亥俄州代顿市，拉拉队员普露登絲暗恋另一名女性拉拉队员，后因羞愧辍学。
朱德在普林斯顿大学见到了父亲衛斯，但他们并没有建立深厚的关系。在校园里，他结识了懒散的学生麥克斯，麥克斯邀请他去家里过感恩节。在家里，麥克斯介绍朱德认识了他的妹妹露西。
麥克斯从大学辍学，与朱德搬到格林尼治村的一个波希米亞聚集地，这个地方由歌手莎蒂经营。朱德成了一名自由画家，麥克斯则成了出租车司机。丹尼尔在越南战死，露西参加了他的葬礼。在底特律，一名非裔男孩在1967年的骚乱中丧生，他的哥哥乔乔是一名吉他手，为改变生活而搬到纽约，加入了莎蒂的乐队。不久之后，普露登絲也搭便车来到这里。
上大学前，露西探望了纽约的麥克斯，与朱德相恋。麥克斯最初对他们的关系感到不快，但最终还是给予了祝福。之后，麥克斯被征入伍派往越南，因为他已不再是受学业保护的大学生。普露登絲对莎蒂产生好感，而当莎蒂和乔乔开始交往时，她感到失落。
露西愈发投入反战运动中，而朱德相对来说较少涉足政治，但他依然深爱着露西。莎蒂得到单独巡演的机会，与乔乔因此分手。朱德对露西与“學生爭取民主社會”组织（SDR）的成员帕可相处的时间越来越多感到不满，因为他怀疑帕可企图引诱露西。
朱德冲进了SDR的办公室，与露西争吵还与帕可打架，最终被赶了出去，露西也和他分手。过了一段时间后，朱德追随露西到哥伦比亚大学的反战示威活动现场。当警察逮捕露西、帕可及其他活动人士时，朱德企图接近露西，也因此被捕。
朱德面临被驱逐出境的威胁，露西联系了他的父亲。衛斯来探望他，但无法提供证明朱德是他儿子、拥有美国公民身份的合法证据，因此朱德被遣返回英国。回到利物浦的造船厂工作后，他遇见了前女友茉莉，发现她已经怀孕了，而孩子的父亲是她目前的伴侣。她是在朱德不再写信给她（也就是他开始与露西交往）后认识这个男人的。
乔乔继续在酒吧独奏吉他，而成名的莎蒂则在巡演中借酒消愁。麥克斯在越南受伤后被送回家，露西在医院探望了他，但他因为受伤而依赖嗎啡，精神上受到创伤。与此同时，露西继续与SDR活动并与帕可交往，但对他带领组织走向暴力的行为感到不安。
露西在发现帕可制造炸弹后离开了他和SDR。帕可自制的炸弹爆炸，导致他和同伴丧命。看到新闻的朱德以为露西也遇难，但在与麥克斯的电话中得知她提前离开了组织，安然无恙，于是他想办法合法回到纽约。
乔乔和莎蒂和解，举办了屋顶音乐会。麥克斯带朱德赶到音乐会现场。当警察前来驱散音乐会时，朱德留在屋顶上开始歌唱，警察允许乐队同他一起表演。他发现露西站在对面的屋顶上注视着他。演出结束时，露西和朱德相视而笑。

## 角色
六名主角（和大多數小角色）的名字靈感來自披頭四樂隊的歌名和歌詞。
- 伊雯·瑞秋·伍德 飾 露西（Lucy）——（Lucy in the Sky with Diamonds）
- 占·史杜哲斯 飾 朱德（Jude）——（Hey Jude）
- 喬·安德森（英语：Joe Anderson (actor)） 飾 麥克斯（Max）——（Maxwell's Silver Hammer）
- 達納·弗克斯（英语：Dana Fuchs） 飾 莎蒂（Sadie）——（Sexy Sadie）
- 馬丁·路德·麥考伊（英语：Martin Luther McCoy） 飾 喬喬（Jo-Jo）——（Get Back）
- T.V. Carpio（英语：T.V. Carpio） 飾 普露登絲（Prudence）——（Dear Prudence）
- Spencer Liff 飾 丹尼爾（Daniel），露西的中學男友——（Rocky Raccoon）
- 麗莎·霍格（英语：Lisa Hogg） 飾 茉莉（Molly），朱德的利物浦女友——（Ob-La-Di, Ob-La-Da）
- Angela Mounsey 飾 瑪莎·費尼（Martha Feeny），朱德的母親——（Martha My Dear）
- 羅伯·哥希斯 飾 衛斯理·「衛斯」·休伯特（Wesley "Wes" Hubert），朱德的父親
- 迪倫·貝克和琳達·艾蒙（英语：Linda Emond） 飾 露西的父母
- 林恩·寇恩（英语：Lynn Cohen） 飾 卡里根奶奶（Grandmother Carrigan）
- 比爾·歐文 飾 泰迪叔叔（Uncle Teddy）——（Teddy Boy（英语：Teddy Boy (song)））
- 提摩西·T·米托雀姆（英语：Timothy Mitchum） 飾 喬喬的弟弟
- 卡洛·伍茲（英语：Carol Woods） 飾 福音書歌手
- 喬·科克爾 飾 男妓 / 瘋狂嬉皮 / 流浪漢
- 哈里·林尼科斯 飾 陸軍中士
- 羅根·馬歇爾-格林 飾 帕可（Paco）
- 詹姆斯·厄爾巴尼亞克 飾 比爾（Bill），莎蒂的經紀人——（The Continuing Story of Bungalow Bill）
- 波諾 飾 羅伯特醫生（Dr. Robert）——（Doctor Robert）
- 埃迪·伊扎德 飾 凱特先生（Mr. Kite）——（Being for the Benefit of Mr. Kite!）
- 莎瑪·希恩 飾 轟隆轟隆射擊射擊護士（Bang Bang Shoot Shoot nurses）——（Happiness Is a Warm Gun）

## 奖项
- 65届金球奖-最佳音乐或喜剧类影片提名
- 80届奥斯卡-最佳服装设计提名

## 外部連結
- 官方網站 （页面存档备份，存于）
- 互联网电影数据库（IMDb）上《Across the Universe》的资料（英文）
- 爛番茄上《戀愛心曲》的資料（英文）
- Metacritic上《戀愛心曲》的資料（英文）
- Box Office Mojo上《戀愛心曲》的資料（英文）
- AllMovie上《戀愛心曲》的资料（英文）
- 戀愛心曲的MySpace主頁